# Кубок Легенд
«Кубок Легенд» (с 2011 года — «Кубок Легенд имени Константина Ерёменко») — ежегодный международный футбольный турнир для ветеранов (старше 35 лет), проводимый в Москве с 2009 года.

## О Кубке Легенд
Кубок проводится с 2009 года. На 2022 год все розыгрыши турнира прошли в Ледовом дворце «Мегаспорт» либо в Лужниках на Малой спортивной арене. Изначально Кубок проводила компания NewSport, однако уже в 2010 году была получена поддержка Правительства города Москвы. В 2014 году мэр Москвы Сергей Собянин одобрил предложение присвоить проекту статус «традиционный» в перечне спортивных мероприятий столицы.
В 2010 году не стало одного из футболистов сборной легенд России и звезды мирового мини-футбола — Константина Еременко, и в его честь «Кубку Легенд» присвоили его имя.
На данный момент организацией и проведением «Кубка Легенд» занимаются Правительство города Москвы и компания NewSport при поддержке Министерства спорта Российской Федерации и Российского футбольного союза.
В рамках проведения «Кубка Легенд» организаторы чествуют ветеранов советского футбола, распространяют бесплатные билеты среди воспитанников детских и юношеских футбольных школ, проводят мастер-классы для детей из социальных учреждений.

### Звезды футбола
Многолетняя история «Кубка Легенд» насчитывает десятки ярких и запоминающихся матчей, подаренных российским болельщикам легендами футбола. Среди них: Христо Стоичков, Франческо Тотти, Антонио Конте, Яри Литманен, Луиджи Ди Бьяджо, Фабио Каннаваро, Дженнаро Гаттузо, Гаиско Мендьета, Рональд де Бур, Арон Винтер, Педру Паулета, Фернандо Коуту, Анджело Перуцци, Джанлука Дзамбротта, Марко Матерацци, Дмитрий Аленичев, Алексей Смертин, Роман Павлюченко и многие другие. В качестве почётных гостей турнир посещали Эйсебио, Рууд Гуллит, Бебето.

### Правила игры
Все матчи проводятся на искусственном покрытии последнего поколения, которое устанавливается поверх хоккейной площадки дворца спорта. Размеры поля — 48×24 метра, размеры ворот — 5×2. Команда на поле состоит из 5 полевых игроков и вратаря. Длительность матча составляет 40 минут чистого времени (2×20). Перерыв между таймами — 5 минут. Для того чтобы каждая игра была как можно более зрелищной и динамичной, все поединки ведутся с использованием бортов, исключающих ауты.
C 2020 года в розыгрыше «Кубка Легенд» принимают участие 8 национальных сборных. Методом жеребьевки они разбиваются на две группы. Турнир традиционно проводится в два этапа: групповой и финальные матчи.
Таким образом, после группового этапа, в воскресенье проходит четыре игры, определяющие обладателей призовых мест (матч за 7 место, за 5 место, за 3 место и финал).

## Победители по годам
| Год  | Победитель         | Финалист      | Счёт |
| ---- | ------------------ | ------------- | ---- |
| 2009 | Россия             | Испания       | 8:4  |
| 2010 | Россия             | Испания       | 4:2  |
| 2011 | Россия             | Нидерланды    | 13:4 |
| 2012 | Россия             | Украина       | 6:2  |
| 2013 | Россия             | Украина       | 9:6  |
| 2014 | Россия             | Португалия    | 9:6  |
| 2015 | Россия             | Португалия    | 8:7  |
| 2016 | Россия             | Франция       | 15:9 |
| 2017 | Россия             | Германия      | 8:2  |
| 2018 | Россия             | Португалия    | 8:4  |
| 2019 | Россия             | Германия      | 13:4 |
| 2020 | Сборная звёзд      | Россия        | 6:5  |
| 2021 | Россия             | Сборная звёзд | 13:8 |
| 2022 | Россия             | Турция        | 9:4  |
| 2023 | Россия             | Легенды СНГ   | 6:4  |
| 2024 | Легенды «Спартака» | Сборная мира  | 7:5  |

## Победители
| Команда            | Победитель                                                                              | Финалист             |
| ------------------ | --------------------------------------------------------------------------------------- | -------------------- |
| Россия             | 14 (2009, 2010, 2011, 2012, 2013, 2014, 2015, 2016, 2017, 2018, 2019, 2021, 2022, 2023) | 1 (2020)             |
| Сборная звёзд      | 1 (2020)                                                                                | 1 (2021)             |
| Легенды «Спартака» | 1 (2024)                                                                                | -                    |
| Португалия         | -                                                                                       | 3 (2014, 2015, 2018) |
| Германия           | -                                                                                       | 2 (2017, 2019)       |
| Испания            | -                                                                                       | 2 (2009, 2010)       |
| Украина            | -                                                                                       | 2 (2012, 2013)       |
| Сборная мира       | -                                                                                       | 1 (2024)             |
| Легенды СНГ        | -                                                                                       | 1 (2023)             |
| Нидерланды         | -                                                                                       | 1 (2011)             |
| Франция            | -                                                                                       | 1 (2016)             |
| Турция             | -                                                                                       | 1 (2022)             |